# Michael Rhonheimer
Michael Rhonheimer ist ein Schweizer Geigenbauer. Seit 1986 führt er ein Geigenbauatelier in Baden, wo er Geigen, Bratschen und Celli baut. Ausserdem renoviert er moderne und barocke Streichinstrumente.

## Pilzbehandeltes Klangholz
Michael Rhonheimer baute im Jahr 2008 in Zusammenarbeit mit der Eidgenössischen Materialprüfungs- und Forschungsanstalt (Empa) eine Geige, deren Boden aus biotechnisch behandeltem Holz vom Bergahorn bestand. Das Holz wurde mit Pilzen der Art Xylaria longipes aus dem Labor von Empa-Fachmann Francis Schwarze behandelt. Durch diese Pilzbehandlung sollte das Holz dieselbe Klangqualität erhalten wie das von Antonio Stradivari verwendete Klangholz. Akustische Messungen der Empa ergaben, dass dieses Ziel erreicht wurde. Die fertige Geige wurde im Herbst 2008 am «Swiss Innovation Forum» in Basel erstmals der Öffentlichkeit vorgestellt. Rhonheimer plante damals bereits den Bau einer zweiten Geige mit einem Korpus komplett aus pilzbehandeltem Holz. Dabei sollte für die Decke, die aus Fichtenholz besteht, eine andere Pilzart eingesetzt werden als für den Boden aus Bergahorn.
Im September 2009 traten fünf Instrumente bei einem Vergleichstest in Osnabrück gegeneinander an: zwei Pilzholz-Geigen von Rhonheimer, zwei Rhonheimer-Geigen aus unbehandeltem Holz und eine originale Stradivari aus dem Jahr 1711, deren Wert mit zwei Millionen Dollar angegeben wurde. Die vier Rhonheimer-Geigen wurden aus Holz vom selben Baum gebaut.
Die Stradivari gehörte dem britischen Geiger Matthey Trusler. Er spielte bei dem Vergleichstest verdeckt hinter einem Vorhang, jeweils dieselben Stücke von Brahms und Mendelssohn auf allen fünf Violinen. 180 Teilnehmer der Osnabrücker Baumpflegetage stimmten ab – ohne zu wissen, welches Instrument sie jeweils gehört hatten. Sie wählten mit sehr deutlicher Mehrheit eine der beiden Pilzholz-Geigen als die am besten klingende Geige. Dieses Instrument, Rhonheimers „Opus 58“, war länger mit Pilzen behandelt worden als die andere Pilzholz-Geige. Von den 180 Tagungsteilnehmern stimmten 90 für Rhonheimers „Opus 58“ als die beste Geige und 113 glaubten, dass diese Geige die Stradivari sei. Die echte Stradivari belegte mit nur 39 Stimmen den zweiten Platz. Auch eine dreiköpfige Fachjury stimmte ab. Diese bestand aus einem ehemaligen Konzertmeister des Osnabrücker Symphonieorchesters und zwei Lehrern vom Institut für Musik der Hochschule Osnabrück. Die Fachjury stimmte ebenfalls für die „Opus 58“ als die beste Geige. Das Ergebnis des Vergleichstests erregte international Aufsehen.
Sowohl der Empa-Fachmann Francis Schwarze als auch Rhonheimer waren von dem Ausgang des Vergleichstests überrascht, obwohl Rhonheimer den Wohlklang der „Opus 58“ schon als „echtes Highlight“ erlebt hatte, als er sie zum ersten Mal, damals noch im nicht lackierten Zustand, gehört hatte. Rhonheimer erläuterte, es komme darauf an, die Pilzbehandlung rechtzeitig abzubrechen, weil der Pilz das Holz sonst zu stark zersetzt. Sechseinhalb Monate wie bei der „Opus 58“ seien kein Problem, acht Monate seien schon zu viel. Eine Geige, die er aus zu lang behandeltem Holz hergestellt hatte, sei inzwischen nicht mehr spielbar.